# Ein starkes Team: Jemma
Jemma ist ein deutscher Fernsehfilm von Patricia Frey aus dem Jahr 2023. Es handelt sich um die 93. Folge der Krimiserie Ein starkes Team mit Florian Martens und Stefanie Stappenbeck in den Hauptrollen. Es ist der neunundzwanzigste Einsatz von Linett Wachow an der Seite von Otto Garber. Die Erstausstrahlung der Episode erfolgte am 2. Dezember 2023 im ZDF.

## Handlung
Linett Wachow und Otto Garber ermitteln im Todesfall Maik Thomsen, der aus dem Zimmer der 17-jährigen Prostituierten Jemma Dubnitzki gestürzt ist. Dubnitzki berichtet von einem Streit zwischen dem Ermordeten und Kalle Rufhus, dem Vermieter der Zimmer, in denen die Prostituierten arbeiten und leben. Ebenso hätten Dubnitzkis Eltern ein Tatmotiv, weil Thomsen nicht nur mit ihrer minderjährigen Tochter ins Bett ging, sondern auch einen Arbeitsunfall von Vater Ralf Dubnitzki zu verantworten hat. Thomses Stieftochter Tatjana ist auch nicht gut auf das Opfer zu sprechen gewesen, weil er mit Fehlinvestitionen in Kryptowährung die Familie ruiniert hatte und ihrer Meinung nach Schuld am Tod ihrer Mutter war, die das nicht überwinden konnte. Zudem hatte er sie stets mit Prostituierten betrogen. Im Verhör berichtet sie auch, von ihrem Stiefvater als Kind missbraucht worden zu sein.
Thomsen scheint ein Stalker gewesen zu sein, worauf zahlreiche Fotos und Notizen zu verschiedenen Personen in Thomsens Wohnung deuten. Darunter befindet sich auch Vermieter Kalle Rufhus, der bei der Polizei kein Unbekannter ist. Er versorgt auch Jemma Dubnitzki sogleich mit einer Ersatzwohnung, weil ihre alte als Tatort vorübergehend von der Polizei gesperrt wurde. Im Laufe der Ermittlungen stellt sich auch heraus, dass er dem Opfer eine größere Summe Schwarzgeld anvertraut hat, das er mit investieren sollte und verloren hatte. Der Mann, über den er seine Transaktionen abgewickelt hatte, ist Benjamin Lehmann. Bei ihm vermutet Rufhus einen Datenträger, über den er doch noch an sein Geld gelangen kann. Gemeinsam mit Jemma Dubnitzk Freund Enrico will er sich den USB-Stick aneignen, wird dabei aber von den Ermittlern überrascht und festgenommen, nachdem er Lehmann lebensgefährlich verletzt hat.
Für den Mordzeitpunkt an Maik Thomsen haben jedoch alle Verdächtigen ein Alibi. Nachdem aber Fingerabdrücke von Jemmas Mutter gefunden werden und sie zugibt, mit dem Opfer ein Verhältnis gehabt zu haben, rückt sie in den Focus der Ermittler. Als diese bei Laura Dubnitzki erscheinen, kommen sie gerade dazu, wie sie ihren gewalttätigen Mann erschlagen hat. Obwohl sie ihm den Mord an Thomsen zuschieben will, gibt sie dann doch zu es selbst gewesen zu sein, nachdem sie herausgefunden hatte, dass Thomsen auch mit ihrer Tochter ins Bett ging.

## Nebenhandlung
Sputnik, dessen Rolle als Geschäftsmann in der Serie als Running Gag angelegt ist, kauft den neuen Automaten auf dem Polizeipräsidium leer und verkauft diesen Kaffee als seinen, nachdem die Kommissare und Reddemann seinen alten Kaffee partout nicht mehr trinken wollten. Linett Wachow kommt dahinter, verrät Sputnik aber nicht.

## Produktionsnotizen
Die Dreharbeiten für Jemma erstreckten sich unter den vorgegebenen Corona-Arbeitsschutzauflagen vom 22. April 2022 bis zum 23. Mai 2022 und fanden in Berlin und Umgebung statt. In der ZDF Mediathek wurde der Film ab dem 25. November 2023 vorab zur Verfügung gestellt. Die Erstausstrahlung erfolgte zur Hauptsendezeit am 2. Dezember 2023 im ZDF.

## Rezeption

### Einschaltquote
Die Erstausstrahlung von Ein starkes Team: Jemma am 2. Dezember 2023 im Ersten erreichte 6,16 Millionen Zuschauer und damit einen Marktanteil von 24,2 Prozent.

### Kritik
Beiquotenmeter.de schrieb Fabian Riedner in seiner Rezension: „Klug, sensibel und einsam. Das ist Jemma. Sie hat sich eine äußere Fassade aufgebaut, durch die sie stark, konfrontativ und selbstbewusst wirkt. Aber innerlich ist sie eigentlich sehr einsam und unglaublich liebebedürftig, wie wir alle.“
Tilmann P. Gangloff schrieb für evangelisch.de: „Trotz des ungewöhnlichen Auftakts deutet zunächst nicht viel darauf hin, dass die 93. Episode des 1994 gestarteten ZDF-Dauerbrenners ‚Ein starkes Team‘ ein ziemlich guter Film ist.“ „Clever öffnet das Drehbuch immer wieder neue Türen zu Nebenebenen, die mehr als die handelsüblichen Ablenkungsmanöver darstellen.“ „Amüsant sind zudem die Zwischenspiele mit Jaecki Schwarz“ und Teamchef Reddemann, der „bei der Digitalisierung des LKA darauf bestanden hat, sein Faxgerät zu behalten.“
Oliver Armknecht von film-rezensionen.de meinte: Der Film „beginnt als Prostitutionsdrama, bevor Kryptowährungen und alles Mögliche auf den Tisch kommen. Dabei kann man zwar viel rätseln. Die Frage, warum man sich das anschauen sollte, beantwortet der willkürliche und kaum spannende Film jedoch nicht.“ „Weder sind die einzelnen Stränge spannend noch die Kombination derselben. ‚Ein starkes Team: Jemma‘ ist ein fahriger Teil des Dauerbrenners, eher ermüdend als anregend.“
Bei Prisma.de wertete Hans Czerny: „Die Befragungen des fleißigen Polizistenpärchens Otto Garber (Martens) und Linett Wachow (Stefanie Stappenbeck) drehen sich in der Folge so unentwegt um die Achse der möglichen Tatmotive wie eine Pirouetten drehende Spieluhr, die immer wieder eingeblendet wird. Fehlende Poesie kann dieses Symbol tragischer Verlorenheit allerdings nicht ersetzen.“ selbst „Sputniks Lockerheit fehlt diesem komprimierten Samstagskrimi über weite Strecken.“